# NGC 800
NGC 800 (другие обозначения — UGC 1526, IRAS01596-0021, MCG 0-6-24, KUG 0159-003, ZWG 387.28, KCPG 52A, PGC 7740) — спиральная галактика (Sc) в созвездии Кит.
Этот объект входит в число перечисленных в оригинальной редакции «Нового общего каталога».
Находится в паре с NGC 799. Имеет слабые внешние области.